# Rick Riordan Presents
La collana Rick Riordan Presents, nota anche in Italia come Rick Riordan Presenta, è una collana di libri pubblicata dalla Disney-Hyperion, curata da Rick Riordan e diretta dall'editrice di Riordan, Stephanie Owens Lurie.
Lurie ha rivelato che Riordan mirava a proporre una collana editoriale che non si limitasse a espandere il proprio universo letterario, bensì che rappresentasse un'occasione per portare altri grandi scrittori all'attenzione del pubblico già legato al suo universo letterario. La collana non include romanzi scritti dallo stesso Riordan, il quale cura piuttosto la pubblicazione dei singoli volumi. In un'intervista con l'Iowa Gazette, Riordan ha rivelato che la collana mira a trovare autori che scrivono romanzi associati alle varie mitologie del mondo, affinché lo stesso Riordan potesse leggerli e poi consigliarli al pubblico.

## SeriePandava Quintet
La saga Pandava Quintet si ispira alla mitologia hindu, è scritta da Roshani Chokshi e include i seguenti volumi:
- Aru Shah and the End of Time (23 marzo 2018), nominato per il premio Nebula.[3][4]
- Aru Shah and the Song of Death (16 aprile 2019).[5]
- Aru Shah and the Tree of Wishes (7 aprile 2020).[6]
- Aru Shah and the City of Gold (6 aprile 2021).[7]
- Aru Shah and the Nectar of Immortality (5 aprile 2022).[8]

## SerieStorm RunnereShadow Bruja
La saga Storm Runner si ispira alla mitologia maya e in parte a quella azteca, è scritta da J. C. Cervantes e include i seguenti volumi:
- The Storm Runner (18 settembre 2018).[3]
- The Fire Keeper (3 settembre 2019).[9]
- The Shadow Crosser (1º settembre 2020).[6]

La dilogia Shadow Bruja si ispira alla mitologia azteca, è scritta da J. C. Cervantes e include i seguenti volumi:
- The Lords of Night (4 ottobre 2022).[10]
- Dawn of the Jaguar (10 ottobre 2023).

## SerieThousand Worlds
La trilogia Thousand Worlds si ispira alla mitologia coreana, è scritta da Yoon Ha Lee e include i seguenti volumi:
- Dragon Pearl (15 gennaio 2019).[3] In Italia viene pubblicato con lo stesso titolo il 13 maggio 2020.
- Tiger Honor (4 gennaio 2022).[11]
- Fox Snare (17 ottobre 2023).

## SerieSal and Gabi
La saga Sal and Gabi si ispira alla mitologia cubana, è scritta da Carlos Hernandez e include i seguenti volumi:
- Sal and Gabi Break the Universe (5 marzo 2019).[9] In Italia viene pubblicato con il titolo Sal & Gabi polverizzano l'universo il 31 gennaio 2023.
- Sal and Gabi Fix the Universe (5 maggio 2020).[6]

## SerieTristan Strong
La trilogia Tristan Strong si ispira alla mitologia afroamericana, è scritta da Kwame Mbalia e include i seguenti volumi:
- Tristan Strong Punches a Hole in the Sky (15 ottobre 2019).[9]
- Tristan Strong Destroys the World (6 ottobre 2020).[6]
- Tristan Strong Keeps Punching (5 ottobre 2021).[12]

## SeriePaola Santiago
La trilogia Paola Santiago si ispira alla mitologia messicana, è scritta da Tehlor Kay Mejia e include i seguenti volumi:
- Paola Santiago and the River of Tears (4 agosto 2020).[6]
- Paola Santiago and the Forest of Nightmares (3 agosto 2021).[13]
- Paola Santiago and the Sanctuary of Shadows (2 agosto 2022).[14]

## SerieThe Adventures of Sik Aziz
La saga The Adventures of Sik Aziz o Sikander Aziz si ispira alla mitologia mesopotamica, è scritta da Sarwat Chadda e include i seguenti volumi:
- City of the Plague God (5 gennaio 2021).[6]
- Fury of the Dragon Goddess (1º agosto 2023).

## SerieThe Gifted Clans
La trilogia The Gifted Clans si ispira alla mitologia coreana, è scritta da Graci Kim e include i seguenti volumi:
- The Last Fallen Star (4 maggio 2021).[15] In Italia viene pubblicato con il titolo L'ultima stella. I clan magici di Koreatown. Vol. 1 il 20 giugno 2023.
- The Last Fallen Moon (7 giugno 2022).[16] In Italia viene pubblicato con il titolo L'ultima luna. I clan magici di Koreatown. Vol. 2 il 17 novembre 2023.
- The Last Fallen Realm (6 giugno 2023).[17] In Italia viene pubblicato con il titolo L'ultimo regno. I clan magici di Koreatown. Vol. 3 il 19 aprile 2024.

## SeriePahua Moua
La saga Pahua Moua si ispira alla mitologia hmong, è scritta da Lori M. Lee e include i seguenti volumi:
- Pahua and the Soul Stealer (7 settembre 2021).[18]
- Pahua and the Dragon's Secret (10 settembre 2024).
- Terzo romanzo (2025).[19]

## SerieOutlaw Saints
La saga Outlaw Saints si ispira alla mitologia della santeria, è scritta da Daniel José Older e include i seguenti volumi:
- Ballad & Dagger (3 maggio 2022).[20]
- Last Canto of the Dead (16 maggio 2023).

## SerieSerwa Boateng
La saga Serwa Boateng si ispira alla mitologia ghanese, è scritta da Roseanne A. Brown e include i seguenti volumi:
- Serwa Boateng’s Guide to Vampire Hunting (6 settembre 2022). In Italia viene pubblicato con il titolo La cacciatrice di vampiri il 19 settembre 2023.[21]
- Serwa Boateng's Guide to Witchcraft and Mayhem (12 settembre 2023).
- Serwa Boateng's Guide to Saving the World (8 aprile 2025).

## SerieWinston Chu
La dilogia Winston Chu si ispira alla mitologia cinese, è scritta da Stacey Lee e include i seguenti volumi:
- Winston Chu Versus the Whimsies (7 febbraio 2023).[22]
- Winston Chu Versus the Wingmeisters (6 febbraio 2024).[22]

## SerieVenom
La dilogia Venom si ispira alla mitologia greca e indiana, è scritta da Sajni Patel e include i seguenti volumi:
- A Drop of Venom (6 gennaio 2024).[23]
- A Touch of Blood (25 febbraio 2025).[23]

## Romanzi singoli
Oltre alle saghe, fanno parte della collana anche alcuni romanzi singoli.
- Race to the Sun (14 gennaio 2020), si ispira alla mitologia navajo ed è scritto da Rebecca Roanhorse.[9]
- The Spirit Glass (5 settembre 2023), si ispira alla mitologia filippina ed è scritto da Roshani Chokshi.
- It Waits in the Forest (14 maggio 2024), si ispira alla mitologia caraibica ed è scritto da Sarah Dass.
- The Dark Becomes Her (1° ottobre 2024), si ispira alla mitologia cinese e taiwanese ed è scritto da Judy I. Lin.
- It Lurks in the Night (4 novembre 2025), si ispira alla mitologia caraibica ed è scritto da Sarah Dass.

## Raccolta di racconti
La collana include anche una raccolta antologica di dieci racconti scritti da vari autori:
- The Cursed Carnival and Other Calamities (28 settembre 2021).[24][25][26]